# شبيبة سكيكدة
شبيبة سكيكدة، نادي كرة قدم جزائري، تأسس عام 1936، يلعب في مستوى الرابطة الجزائرية المحترفة الثانية لكرة القدم باللون الأبيض والأسود، و يعتبر الممثل الوحيد لمدينة سكيكدة. خطأ توجد ايضا وفاق القل wkfsتاسس سنة 1921

## رؤساء النادي المتعاقبون
تعاقب على تسيير فريق شبيبة سكيكدة عدة رؤساء: جمال قيطاري، وحمزة جقريف، وياسين عليوط،عزوز طبو،ونور الدين بوشول، وكمال طبوش، وعبد المالك أودينة.
- سنة 2018 رئيس الفريق قطاري كمال. المدرب بوغرارة لمين.

## تاريخ
تأسس الفريق رسميا سنة 1936 أثناء الاحتلال الفرنسي للجزائر، ثم واصل مسيره إلى يومنا هذا، وكان لاعبيه في أحسن مسوى، من بينهم عيسى دراوي.
|  |  |

## تشكيلة الفريق
- خلفة صلاح الدين (حارس)
- مهيلة عمر (حارس)
- أكليل نزيم (دفاع)
- بنينال محمد شمس الدين (دفاع)
- بوستة صبري (وسط)
- خيثر سمير (دفاع)
- نزار سامي (دفاع)
- رمضان عبد النور (دفاع)
- سنيقرة وليد بوبكر (دفاع)
- عمروس حسين (وسط)
- بوشوك سعيد (هجوم)
- بوديرب رضوان (وسط)
- غسيري نوفل (وسط)
- حمداش بلقاسم رشيد (مدافع)
- خلافي عزالدين (وسط)
- لحمر عبو محمد (وسط)
- مسيخ شمس الدين (وسط)
- نايلي بلال (وسط)
- رحايل ياسين (وسط)
- رماش عمار (وسط)
- طبي أسامى (وسط)
- معنصر هشام (وسط)
- عيساوي عباس (وسط)
- كناش محمد (وسط)
- عبد المالك بيطام (هجوم)
- بولعنصر رفيق (هجوم)
- شنيقر فارس (هجوم)
- أوراس محمد أمين (هجوم)
- حامية محمد الأمين (هجوم)[3]

## موسم 2016 - 2017
طرأت شبيبة سكيكدة في 2017 عدة تغييرات على مستوى القيادة والتدريب واللاعبين.
استدعاء المدرب الفرانكو برتغالي ديديه غوميز. قام الفريق بانتداب 15 لاعبا. تدعم الفريق بعناصرجديدة. تعلق الأمر بحارس دفاع تاجنانت جوناتان، وعقيد مدافع مولودية وهران، بودرامة آمال وفاق سطيف، أودينة مولودية العاصمة، شرفاوي مولودية العلمة، ولاعبي الوسط جيلالي أهلي البرج، مقداش وفاق سطيف، مقراني مولودية العاصمة، غوميدي دفاع تاجنانت، بهلول شباب باتنة، والمهاجمين المغترب شوباني، وهشام مختار نصر حسين داي، بالح جمعية وهران، صحبي مولودية سعيدة، هادف مليك شبيبة بجاية، وترقية حارس الآمال زلاي إلى فريق الأكابر. كما احتفظ الفريق بـ 8 لاعبين، أسهموا مباشرة في تحقيق الانتصارات في الموسم المنصرم، ويتعلق الأمر بكل من الحارس الأساسي عبد الحميد خثير والمدافعين نسيم أوصالح، زياد، كناش، ولاعبي الوسط يحياوي، برملة الطيب المحرك الأساسي للفريق في البطولة السابقة، والمهاجمين شنيقر فارس، خزري سيف الدين، ورماش.
تشكيلة الفريق
1. ديديه غوميز مدرب
2. هارون وليد حارس
3. خيثر عبد الحميد حارس
4. رجم فيصل حارس
5. سليماني شمس الدين حارس
6. عقيد أمير دفاع
7. قوميدي حكيم دفاع
8. كانش محمد دفاع
9. خيثر سمير دفاع
10. لمين مجقان دفاع
11. لمايسي عبد الرحمان دفاع
12. معمر غرماش عمر دفاع
13. أودينة يوسف دفاع
14. اوصالح نسيم دفاع
15. رمضان عبد النور دفاع
16. صحبي يوسف دفاع
17. يحياوي محمد الامين دفاع
18. زياد رابح دفاع
19. عيساوي عباس محمد جلال وسط
20. بهلول بلال وسط
21. برملة طيب وسط
22. بسام أنيس رفيق وسط
23. مقداش محمد وسط
24. نايلي بلال وسط
25. رماش علي وسط
26. بالح صدام حسين هجوم
27. شنيقر فارس هجوم
28. خزري سيف الدين هجوم
29. مختار هشام هجوم[5]

## مواضيع ذات صلة
- كرة القدم في الجزائر
- الاتحادية الجزائرية لكرة القدم
- كأس الجمهورية الجزائرية لكرة القدم
- كأس الرابطة الوطنية الجزائرية لكرة القدم
- كأس السوبر الجزائري

## وصلات خارجية
- موقع الاتحاد الجزائري لكرة القدم
- الرابطة الجزائرية المحترفة الأولى، والثانية، لكرة القدم
- للرابطة الجهوية لكرة القدم لقسنطينة
- الرابطة الوطنية الجزائرية لكرة القدم هواة
- الرابطة ما بين الجهات لكرة القدم